# Uroxys latus
Uroxys latus är en skalbaggsart som beskrevs av Gilbert John Arrow 1933. Uroxys latus ingår i släktet Uroxys och familjen bladhorningar. Inga underarter finns listade i Catalogue of Life.